# Severopanonská kultura
Severopanonská kultura nebo Severopanonská kultura s inkrustovanou keramikou nebo Vesprémská kultura byla kultura z druhé poloviny starší doby bronzové (ve slovenském chápání; v maďarském chápání ve střední bronzové době), tedy velmi zhruba buď kolem 1600 př. n. l. (novější datování) nebo kolem 1500 př. n. l. (konvenční datování) v západním Maďarsku a na jihozápadním Slovensku. Je to jedna z větví inkrustované keramiky. 
Rozlišují se dvě zeměpisné skupiny:
- Ostřihomská skupina - podél dunajského toku; sem patří i slovenské nálezy
- Vesprémská skupina - ve Vesprémské kotlině a v okolí Balatonu.

... a dvě časové fáze:
- starší (např. pohřebiště v Patincích)
- mladší (např. hroby z Chľaby)

Jejím "protějškem" v jižní Panonii je jihopanonská kultura (szekszárdská kultura), spolu s níž se v minulosti se označovaly jako panonská inkrustovaná keramika.
Sídliště jsou málo známá. Pohřebiště jsou žárová, hroby jámové a urnové. Z keramiky vynikají velké amfory s vejčitým a dvojkónickým tělem, džbánky s trychtýřovitě zaobleným hrdlem, mísy, závěsné nádoby. Výzdoba, zvýrazněná bílou inkrustací, je poměrně jednoduchá. Kovová industrie je chudá (jehlice, ozdůbky, dýka). 

## Slovensko
Pronikla na Slovensko z jihu. Známá je zejména ze žárových pohřebišť na severním břehu Dunaje a při dolním toku Iplu. Naleziště: Malé Kosihy, Iža, Patince, Chľaba. Mladší fáze této kultury již tvoří domácí podklad karpatské mohylové kultury.